# Scrapter caesariatus
Scrapter caesariatus är en biart som beskrevs av Constance Margaret Eardley 1996. Scrapter caesariatus ingår i släktet Scrapter och familjen korttungebin. Inga underarter finns listade i Catalogue of Life.